# Uladzimir Alejnik
Uladzimir Pjatrovitj Alejnik (belarusiska: Уладзімір Пятровіч Алейнік, ryska: Владимир Петрович Алейник: Vladimir Petrovitj Alejnik, född den 12 september 1952 i Smaljavitjy, är en före detta sovjetisk simhoppare.
Han tog OS-silver i höga hopp i samband med de olympiska simhoppstävlingarna 1980 i Moskva.